# Коул, Джейн
Джейн Ко́ул (англ. Jane Cowl; имя при рождении Джейн Бейли; 14 декабря 1883, Бостон — 22 июня 1950[…], Санта-Моника, Калифорния) — американская актриса

 театра и кино, сценаристка и драматург.

## Биография

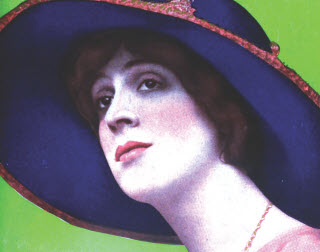

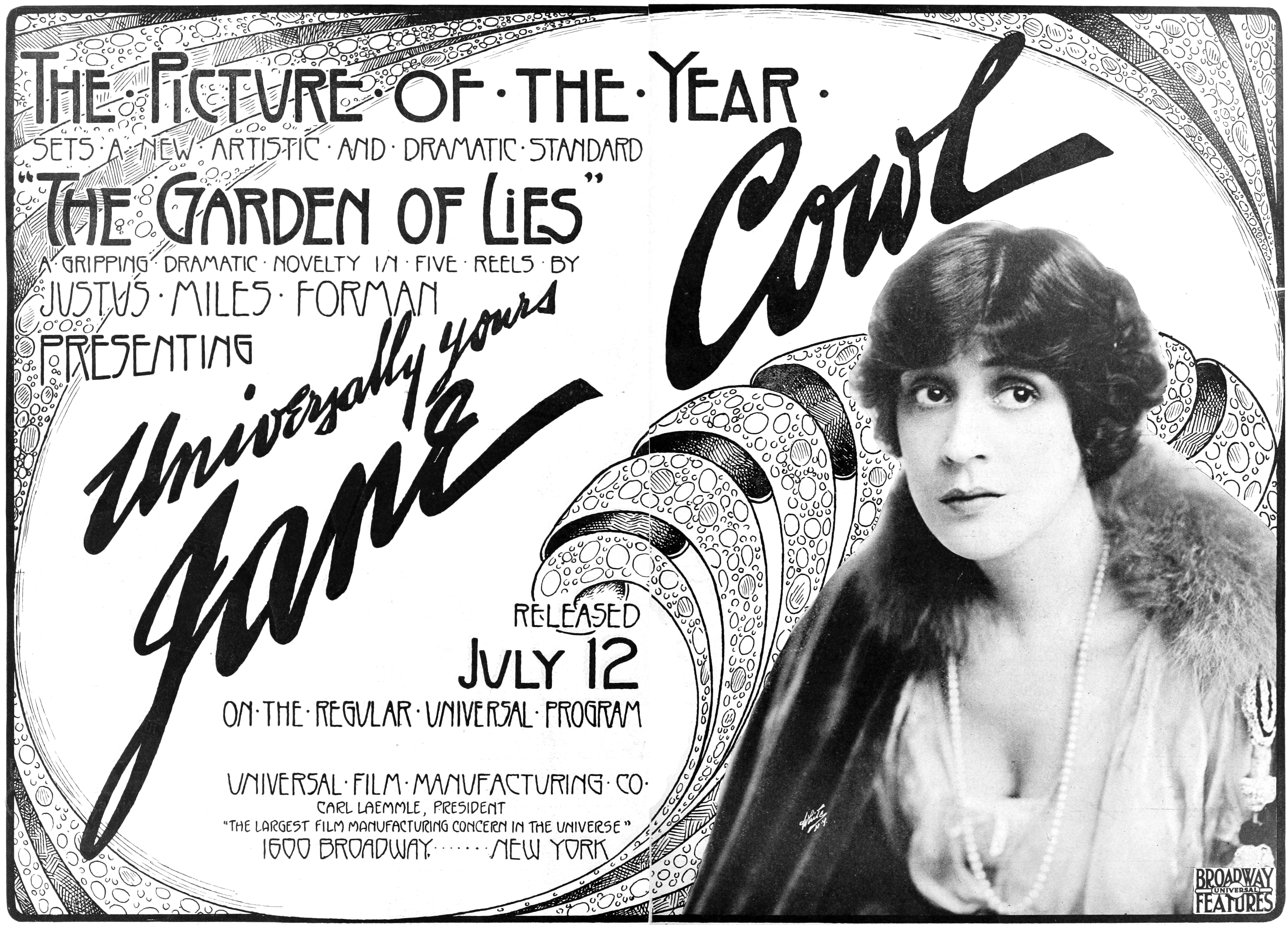
Реклама фильма «The Garden of Lies»

Дочь бакалейщика и учительницы. Слушала лекции в Колумбийском университете. В 1903 году дебютировала на сцене театра своего наставника Дэвида Беласко на Бродвее в Нью-Йорке. В течение следующих нескольких лет сыграла много небольших ролей, изучая актёрское мастерство и совершенствуя свою технику под кропотливым руководством Беласко.
С успехом участвовала в постановках пьес Шекспира, в ролях Джульетты («Ромео и Джульетта»), Клеопатры («Антоний и Клеопатра») и Виолы («Двенадцатая ночь»). Вошла в историю Бродвея, сыграв Джульетту более 1000 раз подряд в 1923 году.
Снималась в кино с 1918 года. Исполнила роли в 9 фильмах.
Была признана одной из самых красивых женщин на американской сцене.
В соавторстве с Джейн Мёрфин написала ряд пьес. В 1917 году они написали пьесу «Время сирени», которую  ждал большой успех: в том же году она была поставлена на Бродвее, выдержав 176 представлений за 5 месяцев, а в 1928 году по ней был снят одноимённый фильм . Мёрфин и Коул продолжили сотрудничество и написали вместе ещё несколько пьес, в основном мелодрамы о Первой мировой войне, при этом они часто использовали совместный псевдоним «Аллан Лэнгдон Мартин». Среди их совместных работ:
- Lilac Time — 1917
- At Daybreak — 1917
- Information Please — 1918
- Smilin' Through — 1919
- The Jealous Moon — 1928

## Избранная фильмография
- The Garden of Lies (1915)
- The Spreading Dawn (1917)
- Солдатский клуб (1943) — в роли самой себя
- Once More, My Darling (1949)
- Не её мужчина (1950)
- Тайная ярость (1950)
- Payment on Demand (1951)

Умерла от рака и похоронена на кладбище «Валхалла-Мемориал-Парк» в Северном Голливуде.